# Joseph P. Kerwin
Joseph Peter Kerwin (* 19. Februar 1932 in Oak Park, Illinois) ist ein ehemaliger US-amerikanischer Astronaut.

## Ausbildung
Joseph Kerwin besuchte bis 1949 die Fenwick High School in Oak Park. 1953 erhielt er einen Bachelor in Philosophie vom College of the Holy Cross in Worcester (Massachusetts). 1957 wurde er in Medizin an der Medical School der Northwestern University in Chicago promoviert. Er absolvierte sein Praktikum am District of Columbia General Hospital in Washington, D.C. und kam 1958 zur U.S. Navy School of Aviation Medicine in Pensacola (Florida), wo er zum Fliegerarzt ausgebildet wurde.

## Astronautentätigkeit

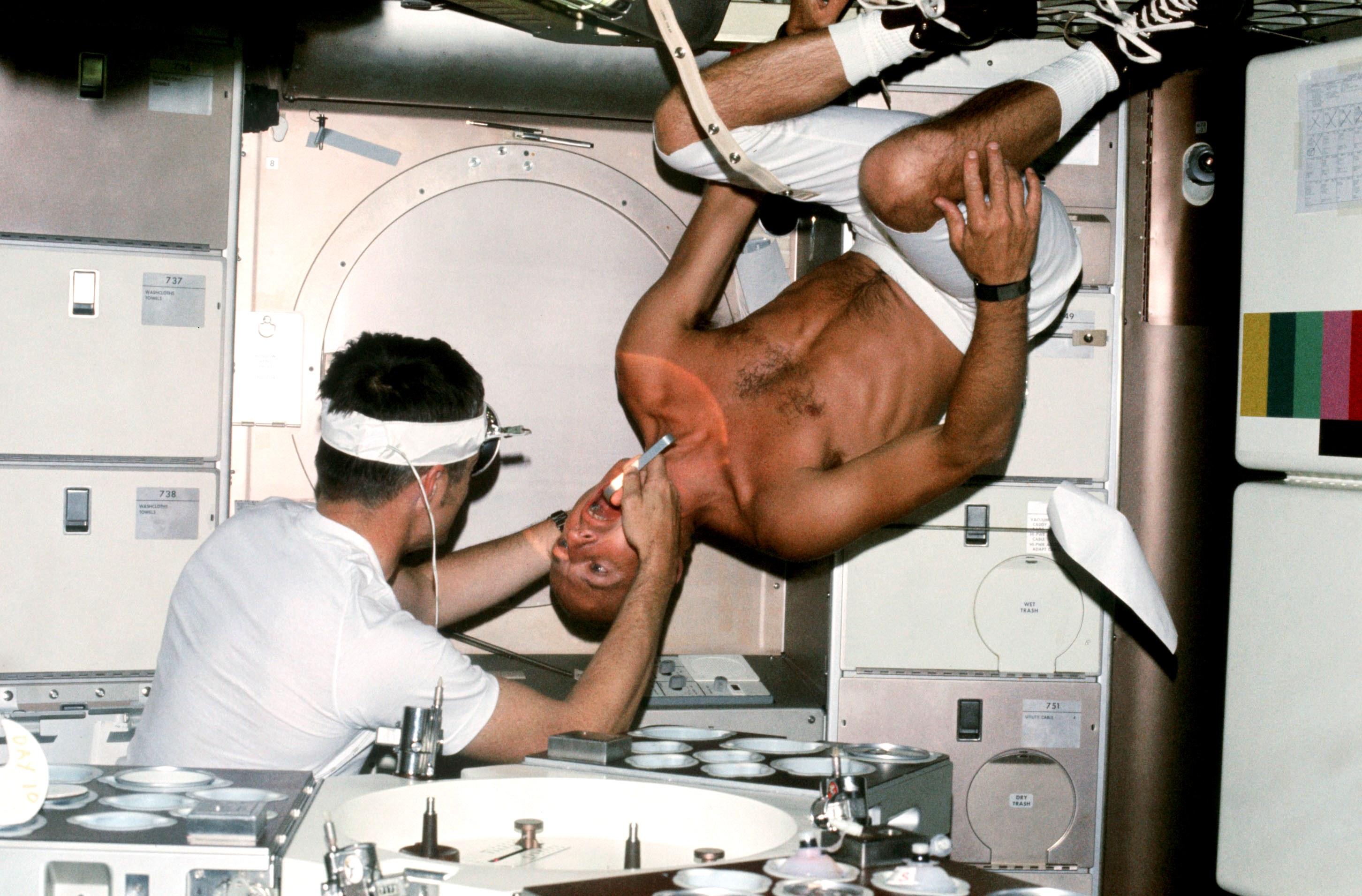
Conrad unterzog sich einer zahnärztlichen Untersuchung durch Kerwin in der Schwerelosigkeit

Im Juni 1965 wurde Kerwin von der NASA als Wissenschaftsastronaut ausgewählt. Er wurde als Wissenschaftspilot für die Skylab-2-Mission eingesetzt, die am 25. Mai 1973 startete und am 22. Juni 1973 zu Ende ging. Mit ihm flogen Kommandant Pete Conrad und Pilot Paul J. Weitz zur Skylab-Raumstation. Bei dieser 28-tägigen Mission wurde das Skylab zum ersten Mal in Betrieb genommen.
Die Zahnmedizin unternahm den ersten Schritt ins Weltall, als sich Pete Conrad in der Raumstation Skylab einer zahnärztlichen Untersuchung in der Schwerelosigkeit durch Kerwin unterzog, der auch Fliegerarzt war.
Kerwin war nach seinem Skylab-Flug im Astronautenbüro verantwortlich für die Astronautenkoordination, die mit Rendezvous, Satellitenaussetzen und -bergen und anderen Raumfährennutzlastenoperationen verbunden ist. Er wurde Senior-Missionsspezialist und war auch Teil des NBC-Sendemannschaft für den Starts von STS-1. Von 1982 bis 1983 arbeitete Kerwin als Ober-Wissenschaftsvertreter der NASA in Australien. In dieser Zeit fungierte er als Verbindungssprecher zwischen dem NASA-Büro für Bahnverfolgungs- und Datensystemen und Australiens Wissenschaftlicher und Industrieller Forschungsorganisation. Während dieser Zeit sollte Kerwin als Missionsspezialist bei der Space-Shuttle-Mission STS-41-C (damals als STS-13 geplant) fliegen, aber seine Arbeit in Australien hat seine Auswahl verhindert. STS-41-C war die erste Satellitenbergungs- und Reparaturmission der NASA. Es wurde der defekte Satellit Solar Max geborgen, repariert und wieder ausgesetzt.
Von 1984 bis 1987 war er Director of Space and Life Sciences am Lyndon B. Johnson Space Center. Er arbeitete bis 1987 für die NASA und ging dann zu Lockheed.

## Nach der NASA
Bei der Lockheed Missiles & Space Company war er Chefwissenschaftler des Raumstationsprogramms. Anschließend war er für United Space Alliance tätig. Seit 1997 ist er Präsident der KRUG Life Science in Houston, Texas.

## Privates
Joseph Kerwin und seine Frau Shirley haben drei Töchter und fünf Enkelkinder.